# Stasys Jakeliūnas
Stasys Jakeliūnas, né le 2 octobre 1958 à Karaganda (Kazakhstan), est un homme politique lituanien, membre de l'Union lituanienne agraire et des verts. Il est élu député européen en 2019.